# Diagrama color-color
En astronomia, el diagrama color–color és un diagrama que compara les magnituds aparents d'estels a diferents longituds d'ona. Normalment els astrònoms observen estretes bandes al voltant de determinades longituds d'ona, i els objectes observats tenen diferents lluminositats a cada banda. La diferència en la lluentor entre dues bandes es coneix com a color. En els diagrames color-color, el color definit per dues bandes de longitud d'ona se situa en l'eix horitzontal, i llavors el color definit per altres diferències de lluentor (encara que normalment hi ha una banda involucrada en la determinació dels dos colors) se situarà en l'eix vertical.

## Conceptes bàsics

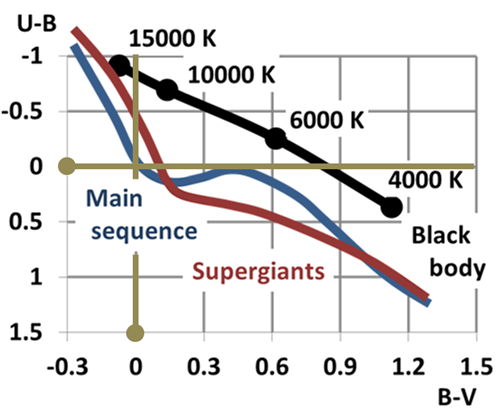
Temperatura efectiva d'un cos negre comparat amb l'índex de color B-V i U-B d'estels de seqüència principal i supergegants en un diagrama color-color. Els estels emeten menys radiació ultraviolada que un cos negre amb el mateix índex B-V.

Tot i que els estels no són cossos negres perfectes, els espectres de la llum emesa s'acosta moltíssim a la corba de radiació d'un cos negre, també coneguda com a corba de radiació tèrmica. La forma general de la corba d'un cos negre està únicament determinada per la seva temperatura, la longitud d'ona del pic d'intensitat és inversament proporcional a la temperatura, una relació coneguda com a Llei de Wien. Per tant, l'observació de l'espectre estel·lar permet la determinació de la seva temperatura efectiva. Obtenint els espectres complets dels estels mitjançant l'espectrometria és mot més compromès que una simple fotometria en unes poques bandes. Així, comparant la magnitud de l'estel en múltiples índex de color també es pot determinar la temperatura efectiva de l'estel, ja que les diferències de magnitud entre cada color és única per a cada temperatura. D'aquesta manera els diagrames color-color es poden usar com un mitjà per a representar la població estel·lar, com un Diagrama de Hertzsprung-Russell, i els estels de diferents classes espectrals se situaran en diferents parts del diagrama. Aquesta característica condueix a aplicacions en diferents bandes de longitud d'ona.

## Aplicacions

### Calibratge fotomètric

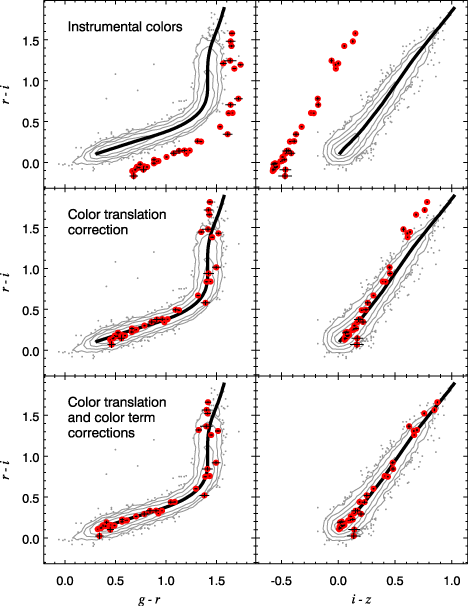
Il·lustració esquemàtica del mètode de regressió del lloc estel·lar utilitzat en el calibratge fotomètric en astronomia.

El diagrama color-color dels estels es pot usar per calibrar directament o per provar colors i magnituds en imatges òptiques i infraroges. Aquests mètodes s'aprofiten de la distribució fonamental dels colors estel·lars en la nostra galàxia al llarg de quasi tot el cel, i del fet que els colors estel·lars observats (a diferència de les magnituds aparents) són independents de la distància dels estels. La regressió del lloc estel·lar (SLR) fou un mètode desenvolupat per eliminar la necessitat d'observar estels estàndard pels calibratges fotomètrics, exceptuant les mot infreqüents (una vegada a l'any o menys) per mesurar termes de color. Aquest mètode fou usat en moltes recerques. La investigació NEWFIRM de la regió NOAO Deep Wide-Field Survey Arxivat 2012-09-25 a Wayback Machine. l'utilitzà per arribar a uns colors més acurats que els que haguessin obtingut per mètodes de calibratge tradicionals; el telescopi del Pol Sud l'usà per a la mesura de la desplaçament cap al roig dels cúmuls de galàxies. El mètode blue-tip està molt relacionat amb el de regressió del lloc estel·lar, però fou utilitzat principalment per corregir les dades sobre prediccions d'extinció galàctica del IRAS. Altres investigacions han usat el diagrama color-color com a eina de calibratge diagnòstic, incloent-hi la investigació Oxford-Dartmouth Thirty Degree Survey i la Sloan Digital Sky Survey (SDSS).

### Anomalies de color
L'anàlisi de dades de les investigacions de recerca, com SDSS o 2 Micron All Sky Survey (2MASS), poden ser desafiants a causa del gran nombre de dades que es produeixen. Per aquest tipus de recerques s'ha usat els diagrames color-color per trobar anomalies en la població estel·lar de la seqüència principal. Un cop s'identifiquen els anòmals, es poden estudiar amb més detall. Aquest mètode s'ha usat per identificar subnans ultrafreds. S'han identificat estrelles binàries no resoltes, que semblen fotomètricament punt, gràcies a l'estudi d'anomalies del diagrama color-color en casos on un membre està fora de la seqüència principal. Els estadis de l'evolució dels estels al llarg de la branca asimptòtica de les gegants des dels estels de carboni fins a les nebuloses planetàries apareixen en diferents regions dels diagrames de color-color. Els Quàsars també apareixen com a anomalies del diagrama color-color.

### Formació estel·lar

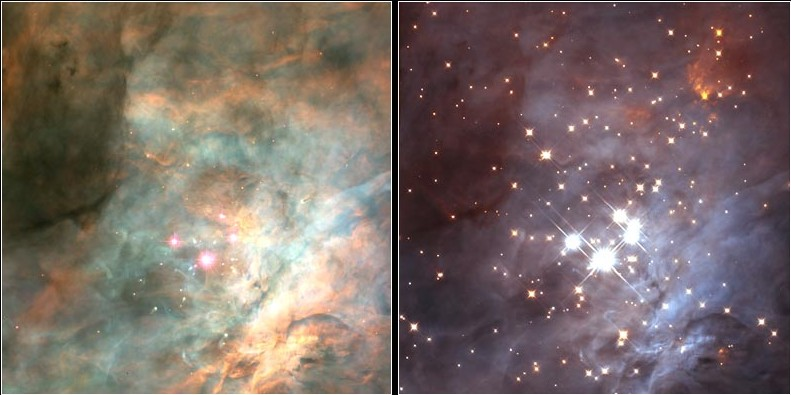
La imatge òptica (esquerra) mostra núvols de pols, mentre que la imatge infraroja (dreta) mostra estels joves. Crèdit:Universitat C. R. O'Dell-Vanderbilt, NASA, i ESA.

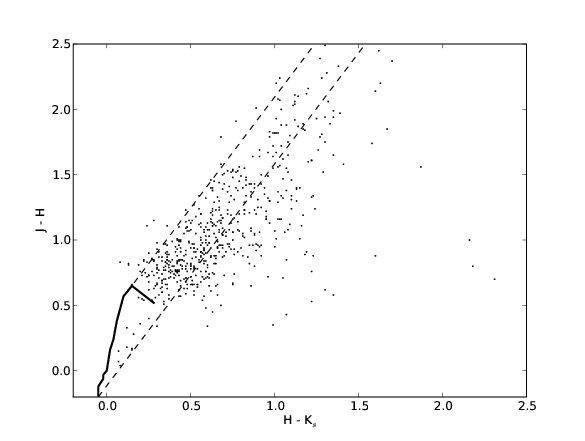
El diagrama color–color del Cúmul del Trapezi mostra que els membres del cúmul presenten excés d'infraroig, característica dels estels amb discs circumestel·lars.

Els diagrames color–color s'usen sovint en astronomia infraroja per estudiar les regions de formació estel·lar. Estels formant-se en núvols de pols. Mentre l'estel es continua contraient, es forma un disc circumestel·lar de pols, i aquesta pols s'escalfa per la calor de l'estel que hi ha disn. Llavors, la pols comença a irradiar com a cos negre, encara que bastant més fred que un estel. Com a conseqüència, s'observa una radiació infraroja en excés provinent de l'estel. Inclús, sense pols circumestel·lar, les regions que estan sotmeses a formació estel·lar mostren altes lluminositats a l'infraroig comparades amb els estels de la seqüència principal. Cada un d'aquests efectes és diferent de l'enrogiment de la llum estel·lar que succeeix a conseqüència de la dispersió de la pols en el medi interestel·lar.
Els diagrames color–color permeten aïllar aquests efectes. Com les relacions color-color dels estels de la seqüència principal són ben coneguts, es pot utilitzar un estel de seqüència principal com a referència, com es fa amb la línia negra sòlida en l'exemple de la dreta. La dispersió de la pols interstel·lar, és també coneguda, això permet dibuixar les bandes en un diagrama color-color definint la regió en què s'espera observar estels que enrogeixen per la pols interestel·lar. Els eixos típics dels diagrames color-color infraroigs tenen (H–K) oen l'eix horitzontal i (J–H). En un diagrama amb aquests eixos, els estels que cauen a la dreta de la seqüència principal i es dibuixen les bandes enrogides significativament més brillants en la banda K que els estels de la seqüència principal, incloent-hi els estels de la seqüència principal que han experimentat enrogiment a causa de la pols interestel·lar. La banda K és la de longitud d'ona més llarga de les bandes J, H i K, per tant els objectes que presenten lluentor anòmala en la banda K es diu que tenen un excés d'infraroig. Aquests objectes són probablement protoestel·lars, amb l'excés de radiació a longitud d'ona llarga causada per superssió per la nebulosa de reflexió en la que estan incrustats els protoestels. Els diagrames color–color es poden usar com a mitjà per estudiar la formació estel·lar, ja que l'estat de l'estel en la seva formació es pot determinar mirant la seva posició en el diagrama.